# 企鹅人
企鵝人（英語：Penguin）是DC漫畫出版物《蝙蝠俠》中的一個超級反派角色，也是蝙蝠俠最主要、最持久、最古老的敵人之一。
IGN將企鵝人列為漫畫史上100位超級反派中的第51名。

## 人物
企鵝人的本名為奥斯華·切斯特菲尔德·科波特（Oswald Chesterfield Cobblepot），特徵為矮胖的身型和喜歡攜帶著一把可以使他漂浮的特製雨傘。跟布魯斯·韋恩一樣，奧斯華出生於一個富裕的家庭，但因為韋恩家族導致科波特家族家道中落，因此他的目的是要向布魯斯·韋恩報復，因而展開多次犯罪行動。

## 经历
企鵝人在初次登場時只是個滑稽的搞笑角色，不過隨著蝙蝠俠的故事設定變得更黑暗和沉重，企鵝人亦從一個笨拙的黑道老大慢慢演變成一個智慧型罪犯。
企鵝人注重姿態，禮儀高雅，經常會說出一些文學名句來表現出他的文學素養，但只要稍有不順就會立即暴怒，尤其是和蝙蝠俠有關時。
企鵝人的設定亦一改再改，現在通用的設定是他出生在一個幸福而富裕的家庭中，但因為體型矮小加上鷹勾鼻而經常被人嘲笑和排擠，使他的童年變得不太愉快。在父親因為淋雨而引發肺炎去世後，其母要求他無論何時何地都要帶一把雨傘出門，這讓他被取了「企鵝人」的綽號。
為了保護自己，他專心研究化學，唯一能慰藉他的只有他對鳥類的興趣，在這樣的成長歷程中，他對化學和鳥類的執著慢慢變得病態，因為自卑而想讓所有人都尊敬和畏懼他，於是他慢慢走上了犯罪之路，開始了他成為高譚市的黑道老大的人生。

## 能力
企鵝人經常利用他的天才級智商去經營他的犯罪帝國，並利用這些犯罪得來的金錢收買官員和打點關係，他同時亦與高譚市的其他黑道老大保持一定的穩定關係，這讓他在高譚市發展得極為順利，甚至有幾度還去競選市長。
企鵝人有接受過武術訓練，並擅長柔道技巧。
企鵝人從不離身的傘被他利用其化學知識和智商改造成危險的武器，例如具有槍械功能、劍、小型飛彈、噴火、發射酸液和毒氣等等，傘面則有防彈功能，甚至在危急的時候還可以變成小型直升機帶著他逃跑，除此之外傘的花紋還有催眠功能。
由於對鳥類的了解，使企鵝人在某些時候可以喚來鳥類攻擊對方。

## 其他媒体

### 电影
- 《蝙蝠俠大顯神威》：由丹尼·德維托飾演。
- 《蝙蝠俠》：由柯林·法洛飾演。

### 电视剧
- 《萬惡高譚市》：由羅賓·羅德·泰勒飾演[2][3]。
- 《企鵝人》：由柯林·法洛飾演。

### 动画连续剧
- 《蝙蝠侠：动画系列》（1992）

### 动画电影
- 《蝙蝠俠無限：動物天性》：在片中擔任主要反派，組織超級反派為動物軍團。
- 《蝙蝠俠：血濺亞克漢》
- 《樂高蝙蝠俠電影》
- 《蝙蝠俠：勢不兩立》：在片尾出現。

### 游戏
- 蝙蝠侠：阿卡姆系列：由諾蘭·諾斯特地使用考克尼口音來配音[4]。
  - 《蝙蝠侠：阿卡姆之城》（2012）[5]
  - 《蝙蝠侠：阿卡姆起源》（2013）
  - 《蝙蝠侠：阿卡姆骑士》（2015）
- 《蝙蝠侠：秘密系谱》（2016）

## 外部連結
- Penguin （页面存档备份，存于） at DC Comics' official website